# Skid Row (Los Angeles)
Skid Row – dzielnica we wschodniej części śródmieścia (downtown) Los Angeles w Kalifornii w USA o powierzchni 1,21 km² i liczbie ludności 8375 mieszkańców.
W Skid Row znajduje się jedno z największych skupisk bezdomnych w Stanach Zjednoczonych, oceniane na ok. 10-15 tys. osób.
Dzielnica jest jedną z najniebezpieczniejszych w całej Kalifornii

## Położenie
Skid Row ograniczone jest ulicami: Alameda Street, 7th Street, Main Street i 3rd Street. Od północy graniczy z Civic Center, od wschodu z Toy District.